# Фриман (Јужна Дакота)
Фриман (енгл. Freeman) град је у америчкој савезној држави Јужна Дакота.

## Демографија
По попису из 2010. године број становника је 1.306, што је 11 (-0,8%) становника мање него 2000. године.
| Група             | 2000.         | 2010.         |
| Белци             | 1.307 (99,2%) | 1.194 (91,4%) |
| Афроамериканци    | 1 (0,1%)      | 18 (1,4%)     |
| Азијати           | 0 (0,0%)      | 2 (0,2%)      |
| Хиспаноамериканци | 2 (0,2%)      | 69 (5,3%)     |
| Укупно            | 1.317         | 1.306         |